# Atopochilus christyi
Atopochilus christyi är en fiskart som beskrevs av George Albert Boulenger 1920. Atopochilus christyi ingår i släktet Atopochilus och familjen Mochokidae. IUCN kategoriserar arten globalt som livskraftig. Inga underarter finns listade.